# NGC 893
NGC 893 este o galaxie spirală situată în constelația Phoenix. A fost descoperită în 23 octombrie 1835 de către John Herschel. Se află la o distanță de 71,45 de megaparseci de Pământ.